# Sławomir Worotyński
Sławomir Worotyński (ur. 20 stycznia 1942 w Nowej Wilejce, zm. 22 września 1983 w Bielsku-Białej) – polski poeta.

## Życiorys
Po ukończeniu Szkoły Średniej nr 26 (obecnie Szkoła Średnia im. Józefa Ignacego Kraszewskiego) w Wilnie studiował filologię rosyjską w Instytucie Pedagogicznym w Wilnie. Debiutował jako poeta w roku 1961 na łamach „Czerwonego Sztandaru” w Wilnie, gdzie przez pewien czas pracował jako goniec. Początkowo pisał w języku rosyjskim drukując swe wiersze w Komsomolskiej Prawdzie.
Jego wiersze były zamieszczane między innymi w czasopismach Życie Literackie, Radar, Nowa Wieś i miesięczniku Przyroda Polska, w którym otrzymał nagrodę w konkursie literackim oraz w wydaniach zbiorowych:
- „Sponad Wilii czystych fal” – Kowno 1985,
- „Współczesna poezja Wileńszczyzny” – Warszawa 1986,
- „Po stokroć wracam” – Warszawa 1996
- Polska Pogoń Poetycka. Antologia polskiej poezji Litwy - Wilno 2019.[4]

Tomy autorskie:
- „Kontrasty i analogie” – Kowno 1990
- „Podróż” – Warszawa 1991
- „Złamana gałązka bzu” – 2005
- „Samotność” – 2020[5]

Kontrasty i analogie z 1990 roku wydawnictwa „Šviesa” (Oświata) w Kownie (w nakładzie 700 egz.) to pierwszy i pośmiertny tom jego poezji,  pierwszy w 45-leciu powojennej historii litewskiej Wileńszczyzny zbiór wierszy polskich jednego autora, które wybrał i wstępem opatrzył Henryk Mażul, depozytariusz rękopisu dzieła.
Oprócz wierszy pisał również krótkie opowiadania, przypowieści i bajki dla dzieci.
Na biografii wileńskiego poety epoki poromantycznej,  silne piętno odcisnęła sytuacja polityczna Litwy drugiej połowy XX wieku oraz tęsknota za polskim Wilnem, co znalazło również odzwierciedlenie w jego twórczości.
Na Festiwalu Filmowym „Emigra” 2018 (26–28 października) w Warszawie został zaprezentowany film pt. „Nieobecny” (Romuald Mieczkowski – reżyser, Agata Lewandowski – współscenarzystka, Krzysztof Dzierma – muzyka) przedstawiający historię wileńskiego poety Sławomira Worotyńskiego, stanowiący utrwalenie pamięci o niezapomnianym w Wilnie poecie. Podczas  XXXI Międzynarodowego Festiwalu Poezji „Maj nad Wilią” na ziemi solecznickiej 2024 -  goszczący w Kinie Letnim  festiwal EMIGRA - zaprezentował film Nieobecny – o tymże poecie i jego twórczości, w którym występują bliscy mu ludzie i koledzy wraz z prawykonaniem ballady pt. "Jesienne Bieniakonie" (z antycznym symbolem  zapomnienia i nicości - Lete)  z muzyką  Krzysztofa Dziermy.
Worotyński w Bielsku-Białej - to liryczny zapis Romualda Mieczkowskiego   o losie kolegi-poety, „wileńskiego Wojaczka”.